# 波滕施泰因 (奥地利)
波滕施泰因是奥地利下奥地利州巴登县的一个市镇。总面积33.4平方公里，总人口2945人，人口密度88.2人/平方公里（2005年）。